# Serie D 2009-2010
La Serie D 2009-2010 è stata la 62ª edizione del campionato di categoria.

## Stagione
Al torneo hanno preso parte 167 squadre, divise in 9 gironi, sei dei quali composti da 18 compagini, uno da 19 e due da 20; tra esse figuravano cinque delle nove retrocesse al termine del campionato di Seconda Divisione Lega Pro 2008-09 (delle altre quattro, tre sono state ripescate mentre il CuoioCappiano non si è iscritto), 44 club provenienti dall'Eccellenza (di cui 8 in seguito a ripescaggio ed una in soprannumero) e altre tre formazioni (Pisa, Venezia, Avellino) ammesse in soprannumero al torneo dopo la mancata iscrizione ai campionati professionistici.

### Aggiornamenti
Sono state ammesse in Lega Pro Seconda Divisione 2009-2010 a completamento di organico lo Spezia (al posto della Biellese che aveva rinunciato all'iscrizione), il Salò, il Fano, la Nocerina e il Vico Equense assieme alle neoretrocesse Valenzana, Poggibonsi e Isola Liri.

Le squadre non iscritte, oltre il già citato Cuoiopelli Cappiano Romaiano sono state: Il Feralpi Lonato (che non si iscrive a seguito della fusione con il Salò) e l'Eurotezze (in difficoltà economiche).
Per far fronte a tale carenza di organico le squadre ripescate dalla scorsa Serie D sono state l'Elpidiense Cascinare, il Pontevecchio, il Russi e il Grottaglie; mentre quelle ripescate dall'Eccellenza sono il Settimo, la Civitanovese, il Fondi ed il Borgo a Buggiano.
Avvengono le seguenti fusioni e cambi di denominazioni:
Il Turate si fonde con la Caronnese dando vita al Insubria CaronneseTurate.
Il Casteggio Broni si fonde con l' S.G. Stradellina (militante in Promozione) e assume il nome di Stradella Broni Casteggio Oltrepò.
La Sagittaria Julia cambia denominazione in Città di Concordia.
L'Arrone diventa Sporting Terni.
Il neopromosso Dorando Pietri diventa Boca Pietri Carpi.
Le due neopromosse dall'Eccellenza Laziale, l'F.C. Latina e la Virtus Latina, si fondono in un unico soldalizio: l'Unione Sportiva Latina Calcio Società Sportiva Dilettantistica. Il titolo dell'F.C. Latina viene ceduto al Rondinelle Latina con sede ad Aprilia.
La nopromossa Pedrengo cede il titolo sportivo al Caravaggio (nata dalla scissione con la Calcio Caravaggese).
La Rivarolese cede il titolo sportivo al Chieri.
Infine sono state 4 le squadre ammesse in soprannumero:
- Avellino
- Pisa
- Venezia
- L'Aquila

## Squadre partecipanti

### Girone A
- Acqui
- Albese
- Aquanera Comollo
- Borgorosso Arenzano
- Casale
- Chieri
- Cuneo
- Derthona
- Lavagnese
- Pro Settimo & Eureka
- Rivoli
- Sarzanese
- Savona
- Sestrese
- Settimo
- Valle d'Aosta
- Vigevano
- Virtus Entella

### Girone B
- AlzanoCene
- Borgosesia
- Cantù San Paolo
- Caratese
- Caravaggio
- Colognese
- Darfo Boario
- Fiorenzuola
- Insubria CaronneseTurate
- Olginatese
- Pizzighettone
- Pontisola
- Renate
- SBC Oltrepò
- Sestese
- Solbiatese
- Tritium
- Voghera

### Girone C
- Albignasego
- Belluno
- Città di Concordia
- Città di Jesolo
- Domegliara
- Este
- Manzanese
- Montebelluna
- Montecchio
- Montichiari
- Nuova Verolese
- Palazzolo
- Pordenone
- Porfido Albiano
- Sanvitese
- Tamai
- Union Quinto
- Venezia
- Villafranca Veronese
- Virtus Verona

### Girone D
- Adriese
- Boca Pietri Carpi
- Borgo a Buggiano
- Carpi
- Castel San Pietro
- Castellana
- Castellarano
- Cecina
- Chioggia Sottomarina
- Bikkembergs Fossombrone
- Mezzolara
- Mobilieri Ponsacco
- Pisa
- Pontedera
- Rosignano Sei Rose
- Rovigo
- Russi
- Santarcangelo
- Valleverde Riccione
- Virtus Castelfranco

### Girone E
- Athletic Calenzano
- Castel Rigone
- Deruta
- Forcoli
- Fortis Juventus
- Gavorrano
- Group Città di Castello
- Guidonia Montecelio
- Monteriggioni
- Monterotondo
- Montevarchi
- Orvietana
- Pontevecchio
- Sangimignano
- Sansepolcro
- Scandicci
- Sporting Terni
- Sestese

### Girone F
- Atessa Val di Sangro
- Atletico Trivento
- Bojano
- Campobasso
- Luco Canistro
- Casoli
- Centobuchi
- Chieti
- Civitanovese
- Elpidiense Cascinare
- L'Aquila
- Miglianico
- Atletico Morro d'Oro
- Olympia Agnonese
- Real Montecchio
- Recanatese
- R.C. Angolana
- Santegidiese

### Girone G
- Arzachena
- Astrea
- Boville Ernica
- Budoni
- Castelsardo
- Cynthia
- Flaminia C.C.
- Fondi
- Gaeta
- Latina
- Morolo
- Pomezia
- Rieti
- Rondinelle Latina
- Sanluri
- Selargius
- Tavolara
- Viterbese

### Girone H
- Angri
- Bacoli Sibilla Flegrea
- Bitonto
- Casertana
- Fasano
- Forza e Coraggio
- Francavilla
- FC Francavilla
- Grottaglie
- Ischia
- Matera
- Neapolis
- Ostuni
- Pianura
- Pisticci
- Pomigliano
- Sant'Antonio Abate
- Turris
- Casarano

### Girone I
- Acicatena
- Adrano
- Avellino
- Castrovillari
- HinterReggio
- Mazara
- Messina
- Milazzo
- Modica
- Nissa
- Palazzolo
- Rosarno
- Rossanese
- Sambiase
- Sapri
- Trapani
- Vigor Lamezia
- Viribus Unitis

## Play-off nazionali
Le 9 squadre vincitrici dei play-off di girone sono state divise in 3 gironi da 3 squadre ognuno in cui le cui vincitrici accedono alle semifinali, insieme alla vincente della Coppa Italia Serie D, da disputarsi in turni di andata e ritorno e la finale unica in campo neutro.

### Turno preliminare

#### Triangolare 1
|  | Pos. | Squadra       | Pt | G | V | N | P | GF | GS | DR |
|  | ---- | ------------- | -- | - | - | - | - | -- | -- | -- |
|  | 1.   | Pomezia       | 3  | 2 | 1 | 0 | 1 | 9  | 7  | +2 |
|  | 2.   | Union Quinto  | 3  | 2 | 1 | 0 | 1 | 6  | 4  | +2 |
|  | 3.   | Castel Rigone | 3  | 2 | 1 | 0 | 1 | 4  | 8  | -4 |

Legenda:
      Promossa al turno successivo.
Regolamento:
Tre punti a vittoria, uno a pareggio, zero a sconfitta.
|               | Risultati |               | Luogo e data   |
| ------------- | --------- | ------------- | -------------- |
| Castel Rigone | 2-1       | Union Quinto  | 6 giugno 2010  |
| Union Quinto  | 5-2       | Pomezia       | 9 giugno 2010  |
| Pomezia       | 7-2       | Castel Rigone | 13 giugno 2010 |
|               |           |               |                |

#### Triangolare 2
|  | Pos. | Squadra       | Pt | G | V | N | P | GF | GS | DR |
|  | ---- | ------------- | -- | - | - | - | - | -- | -- | -- |
|  | 1.   | Carpi         | 6  | 2 | 2 | 0 | 0 | 5  | 2  | +3 |
|  | 2.   | Vigor Lamezia | 1  | 2 | 0 | 1 | 1 | 2  | 3  | -1 |
|  | 3.   | Renate        | 1  | 2 | 0 | 1 | 1 | 2  | 4  | -2 |

Legenda:
      Promossa al turno successivo.
Regolamento:
Tre punti a vittoria, uno a pareggio, zero a sconfitta.
|               | Risultati |               | Luogo e data   |
| ------------- | --------- | ------------- | -------------- |
| Renate        | 1-1       | Vigor Lamezia | 6 giugno 2010  |
| Carpi         | 3-1       | Renate        | 9 giugno 2010  |
| Vigor Lamezia | 1-2       | Carpi         | 13 giugno 2010 |
|               |           |               |                |

#### Triangolare 3
|  | Pos. | Squadra      | Pt | G | V | N | P | GF | GS | DR |
|  | ---- | ------------ | -- | - | - | - | - | -- | -- | -- |
|  | 1.   | Pianura      | 4  | 2 | 1 | 1 | 0 | 5  | 0  | +5 |
|  | 2.   | Casale       | 2  | 2 | 0 | 2 | 0 | 1  | 1  | 0  |
|  | 3.   | Santegidiese | 1  | 2 | 0 | 1 | 1 | 1  | 6  | -5 |

Legenda:
      Promossa al turno successivo.
Regolamento:
Tre punti a vittoria, uno a pareggio, zero a sconfitta.
|              | Risultati |              | Luogo e data   |
| ------------ | --------- | ------------ | -------------- |
| Pianura      | 5-0       | Santegidiese | 6 giugno 2010  |
| Santegidiese | 1-1       | Casale       | 9 giugno 2010  |
| Casale       | 0-0       | Pianura      | 13 giugno 2010 |
|              |           |              |                |

### Semifinali
Alle semifinali hanno accesso Pomezia, Carpi, Pianura e Matera (vincitrice della Coppa Italia Serie D).
|         | Risultati |         | Luogo e data   |
| ------- | --------- | ------- | -------------- |
| Carpi   | 5-0       | Pianura | 16 giugno 2010 |
| Pianura | 8-2       | Carpi   | 20 giugno 2010 |
|         |           |         |                |
| Pomezia | 1-0       | Matera  | 16 giugno 2010 |
| Matera  | 3-0       | Pomezia | 20 giugno 2010 |
|         |           |         |                |

### Finale
|         | Risultati |        | Luogo e data           |
| ------- | --------- | ------ | ---------------------- |
| Pianura | 0-1       | Matera | Chieti, 27 giugno 2010 |
|         |           |        |                        |

## Poule scudetto
Lo Scudetto Dilettanti viene assegnato dopo un torneo fra le vincitrici dei 9 gironi. Vengono divise in 3 triangolari le cui vincitrici, più la migliore seconda, accedono alle semifinali e poi alla finale unica in campo neutro.

### Turno preliminare

#### Triangolare 1
|  | Pos. | Squadra     | Pt | G | V | N | P | GF | GS | DR |
|  | ---- | ----------- | -- | - | - | - | - | -- | -- | -- |
|  | 1.   | Savona      | 4  | 2 | 1 | 1 | 0 | 4  | 1  | +3 |
|  | 2.   | Montichiari | 2  | 2 | 0 | 2 | 0 | 0  | 0  | 0  |
|  | 3.   | Tritium     | 1  | 2 | 0 | 1 | 1 | 1  | 4  | -3 |

Legenda:
      Promossa al turno successivo.
Regolamento:
Tre punti a vittoria, uno a pareggio, zero a sconfitta.
|             | Risultati |             | Luogo e data   |
| ----------- | --------- | ----------- | -------------- |
| Tritium     | 0-0       | Montichiari | 30 maggio 2010 |
| Savona      | 4-1       | Tritium     | 6 giugno 2010  |
| Montichiari | 0-0       | Savona      | 13 giugno 2010 |
|             |           |             |                |

#### Triangolare 2
|  | Pos. | Squadra   | Pt | G | V | N | P | GF | GS | DR |
|  | ---- | --------- | -- | - | - | - | - | -- | -- | -- |
|  | 1.   | Pisa      | 6  | 2 | 2 | 0 | 0 | 4  | 1  | +3 |
|  | 2.   | Gavorrano | 1  | 2 | 0 | 1 | 1 | 1  | 2  | -1 |
|  | 3.   | Chieti    | 1  | 2 | 0 | 1 | 1 | 2  | 4  | -2 |

Legenda:
      Promossa al turno successivo.
Regolamento:
Tre punti a vittoria, uno a pareggio, zero a sconfitta.
|           | Risultati |           | Luogo e data   |
| --------- | --------- | --------- | -------------- |
| Gavorrano | 0-1       | Pisa      | 30 maggio 2010 |
| Chieti    | 1-1       | Gavorrano | 6 giugno 2010  |
| Pisa      | 3-1       | Chieti    | 13 giugno 2010 |
|           |           |           |                |

#### Triangolare 3
|  | Pos. | Squadra  | Pt | G | V | N | P | GF | GS | DR |
|  | ---- | -------- | -- | - | - | - | - | -- | -- | -- |
|  | 1.   | Neapolis | 6  | 2 | 2 | 0 | 0 | 5  | 2  | +3 |
|  | 2.   | Milazzo  | 1  | 2 | 0 | 1 | 1 | 3  | 4  | -1 |
|  | 3.   | Fondi    | 1  | 2 | 0 | 1 | 1 | 1  | 3  | -2 |

Legenda:
      Promossa al turno successivo.
Regolamento:
Tre punti a vittoria, uno a pareggio, zero a sconfitta.
|          | Risultati |          | Luogo e data   |
| -------- | --------- | -------- | -------------- |
| Milazzo  | 1-1       | Fondi    | 30 maggio 2010 |
| Neapolis | 3-2       | Milazzo  | 6 giugno 2010  |
| Fondi    | 0-2       | Neapolis | 13 giugno 2010 |
|          |           |          |                |

### Semifinali
| Montichiari | 3-1 | Neapolis | 17 giugno 2010 |  |  |  |  |
| Savona      | 3-1 | Pisa     | 17 giugno 2010 |  |  |  |  |

### Finale
|        | Risultati |             | Luogo e data          |
| ------ | --------- | ----------- | --------------------- |
| Savona | 0-3       | Montichiari | Forlì, 19 giugno 2010 |
|        |           |             |                       |